# Kohane, Tokmak
Kohane (în ucraineană Кохане) este localitatea de reședință a comunei Kohane din raionul Tokmak, regiunea Zaporijjea, Ucraina.

## Demografie
Componența lingvistică a localității Kohane
     Ucraineană (92,93%)
     Rusă (6,21%)
     Alte limbi (0,86%)
Conform recensământului din 2001, majoritatea populației localității Kohane era vorbitoare de ucraineană (92,93%), existând în minoritate și vorbitori de rusă (6,21%).